# Кинема
Кине́ма (от др.-греч. κίνημα «движение») — мельчайшая единица речеобразования, артикуляционный различительный признак (в отличие от акустического — акусмы), произносительная работа одного органа речи в производстве звука. Термин, как и понятие акусмы, использовался И. А. Бодуэном де Куртенэ и близок современному понятию дифференциального признака.
Примеры:
- звук [п] состоит из одной кинемы (губной);
- звук [б] состоит из двух кинем (губной и гортанный);
- звук [м] из трёх (губной, гортанный и носовой);